# Castillo de Copertino

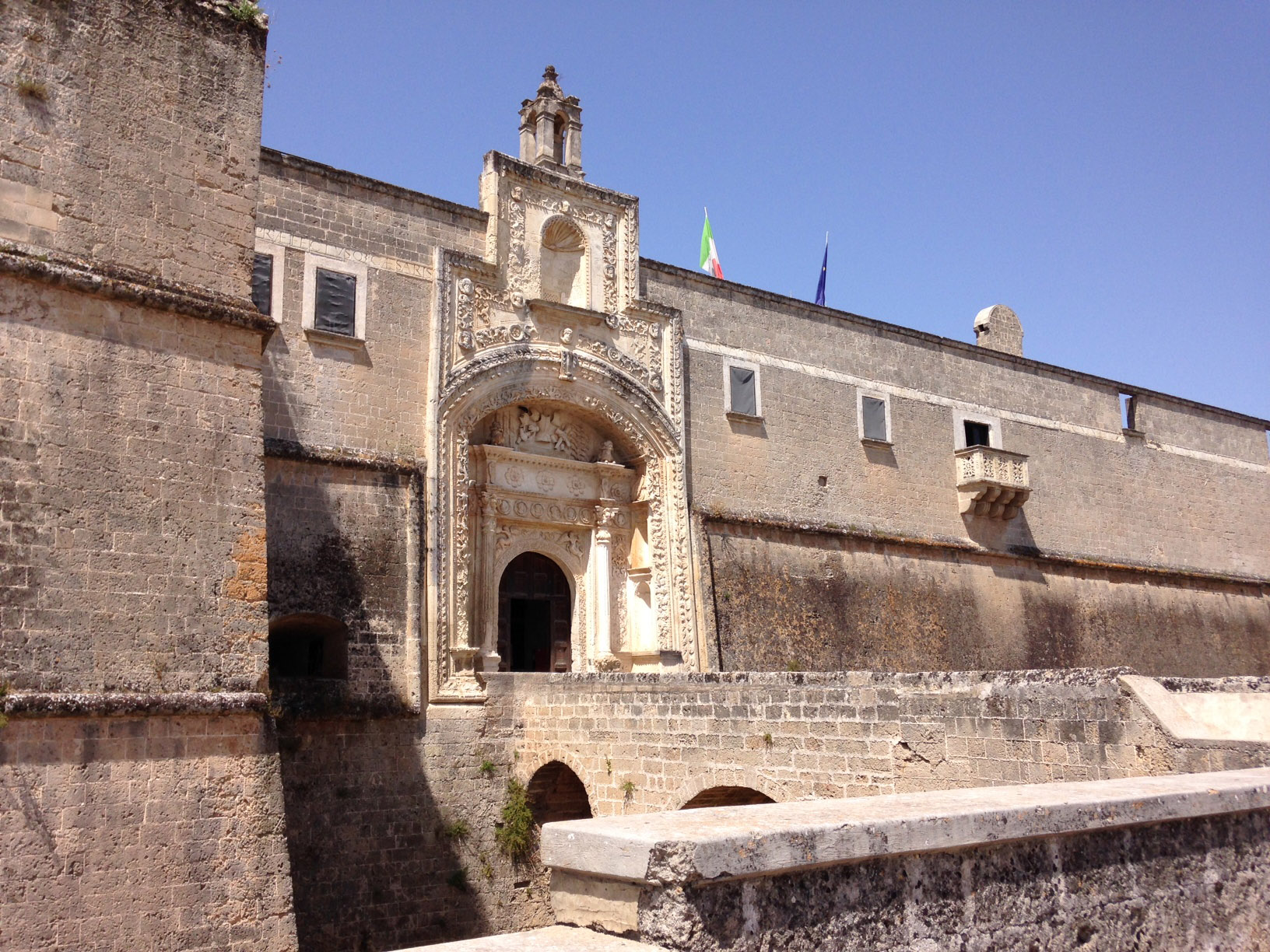
Castillo de Copertino

El Castillo de Copertino o Castillo de Cupertino es una fortaleza medieval situada en el municipio italiano de Copertino, provincia de Lecce, en la región de Apulia. Desde diciembre de 2014 está gestionado por el Ministerio de Bienes y Actividades Culturales a través del Centro Museístico de Apulia.

## Historia
El aspecto actual de la fortaleza es el resultado de una renovación del siglo XVI realizada por el arquitecto militar Evangelista Menga. La obra, terminada en 1540, fue encargada por Alfonso Castriota de la familia Branai (Granai) Castriota (descendientes del conde Vrana) para su sobrina María, esposa de su hijo Antonio, como todavía puede verse hoy en la cortina oriental de la fortaleza: 

pater patruus et socer (padre, tío y suegro).

En realidad, el primer núcleo de la fortificación debería datar de entre los siglos XIII y XIV, como demuestra la forma de la alta y esbelta torre cuadrangular. A continuación, como se deduce del escudo de armas de la fachada de la torre del homenaje, pasó a Ladislao de Anjou-Durazzo, y en 1419 su esposa, María de Enghien, lo cedió como dote a la hija de su primer matrimonio, Catalina de Taranto, que se casó con Tristán de Claramonte. La sobrina de Catalina, Isabelle des Baux, cedió a su vez el castillo como dote a su marido Federico I de Aragón, que recibió la ciudad de Copertino así como el castillo.

## Descripción
El castillo de Copertino está construido alrededor de un patio cuadrado, con bastiones en forma de lanza en cada una de las cuatro esquinas. La estructura tiene la clásica forma estrellada de las fortificaciones del siglo XVI, aunque se cree que el núcleo más antiguo data de los siglos XIII y XIV, de la época normanda. La alta y esbelta torre cuadrangular, de forma similar a la torre del castillo de Lecce o a la torre de Leverano, deben remontarse a aquella época.
Todavía hoy, la torre del homenaje está rodeada por un foso en todo su perímetro. El acceso actual al castillo se realiza a través de un puente de piedra, que no existía cuando el castillo aún tenía una función defensiva. El portal de entrada, de estilo aragonés-durazzo, está adornado con figuras monstruosas y vegetales, motivos bélicos y piezas de armas y armaduras, una decoración muy acorde con la naturaleza del propio edificio
En el patio de armas, grandes pasadizos conectan los bastiones para su mejor defensa en caso de ataque. A la izquierda, el pórtico Pinelli-Pignatelli. A la derecha, la capilla de San Marcos, totalmente pintada al fresco por el pintor manierista Gianserio Strafella por encargo de la familia genovesa Squarciafico, que compró el castillo en 1557. En el interior, en las dependencias residenciales del siglo XVI, se encuentra la capilla dedicada a María Magdalena, con frescos del siglo XV descubiertos durante las obras de restauración.
En 1886, el castillo fue declarado monumento nacional, quedando sujeto a la normativa de protección desde 1955.

## Galería

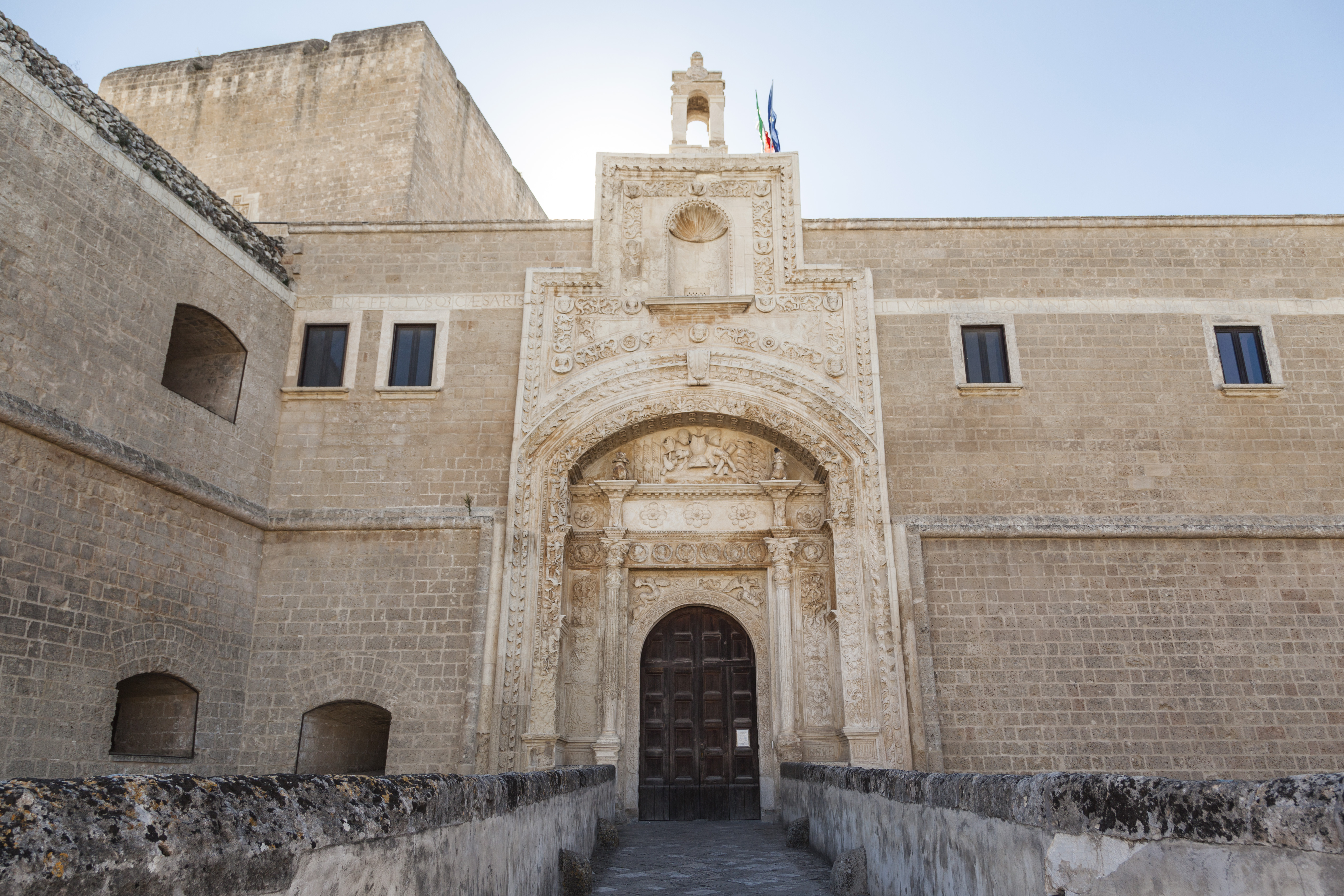
Portada de acceso al castillo
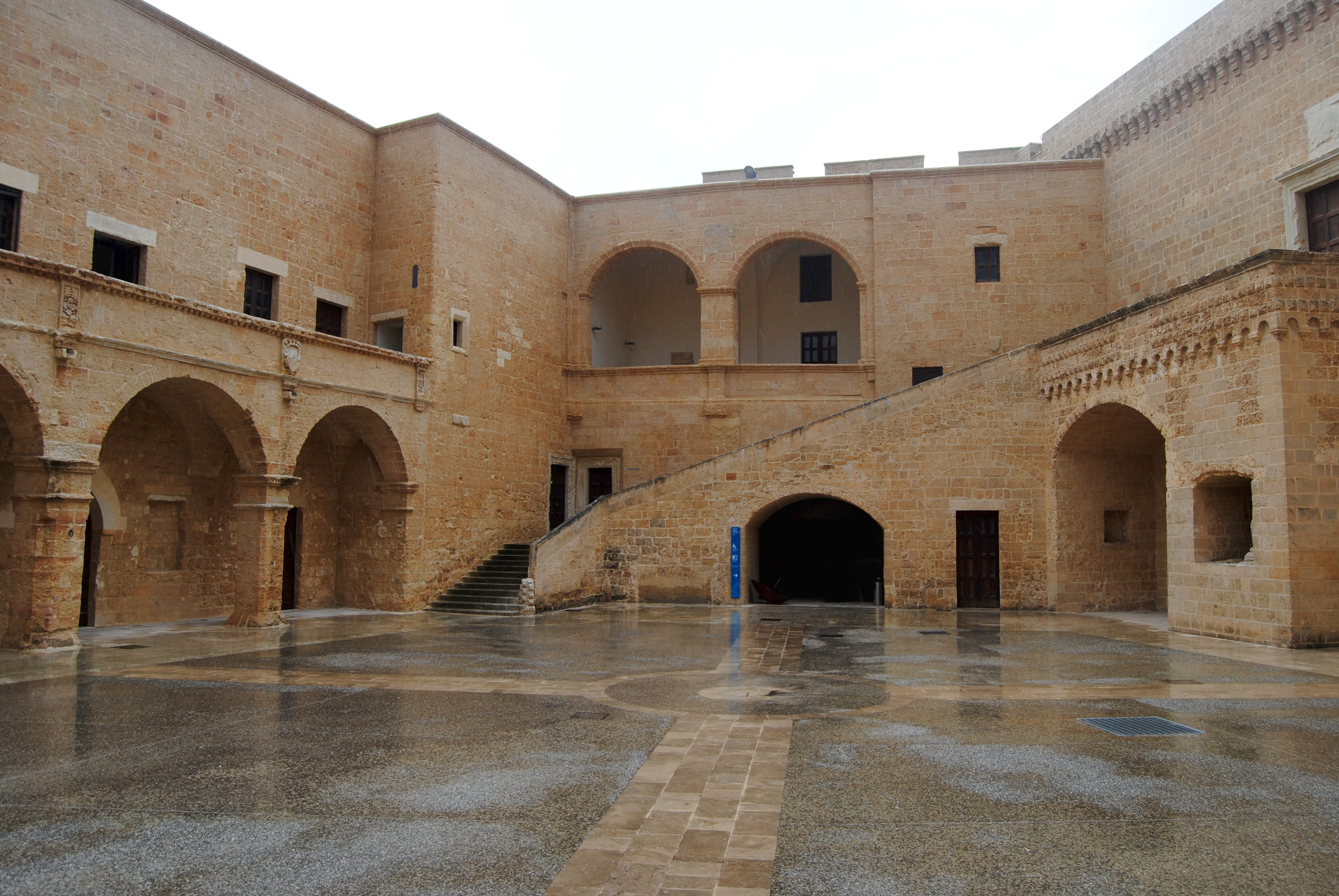
El patio de armas.
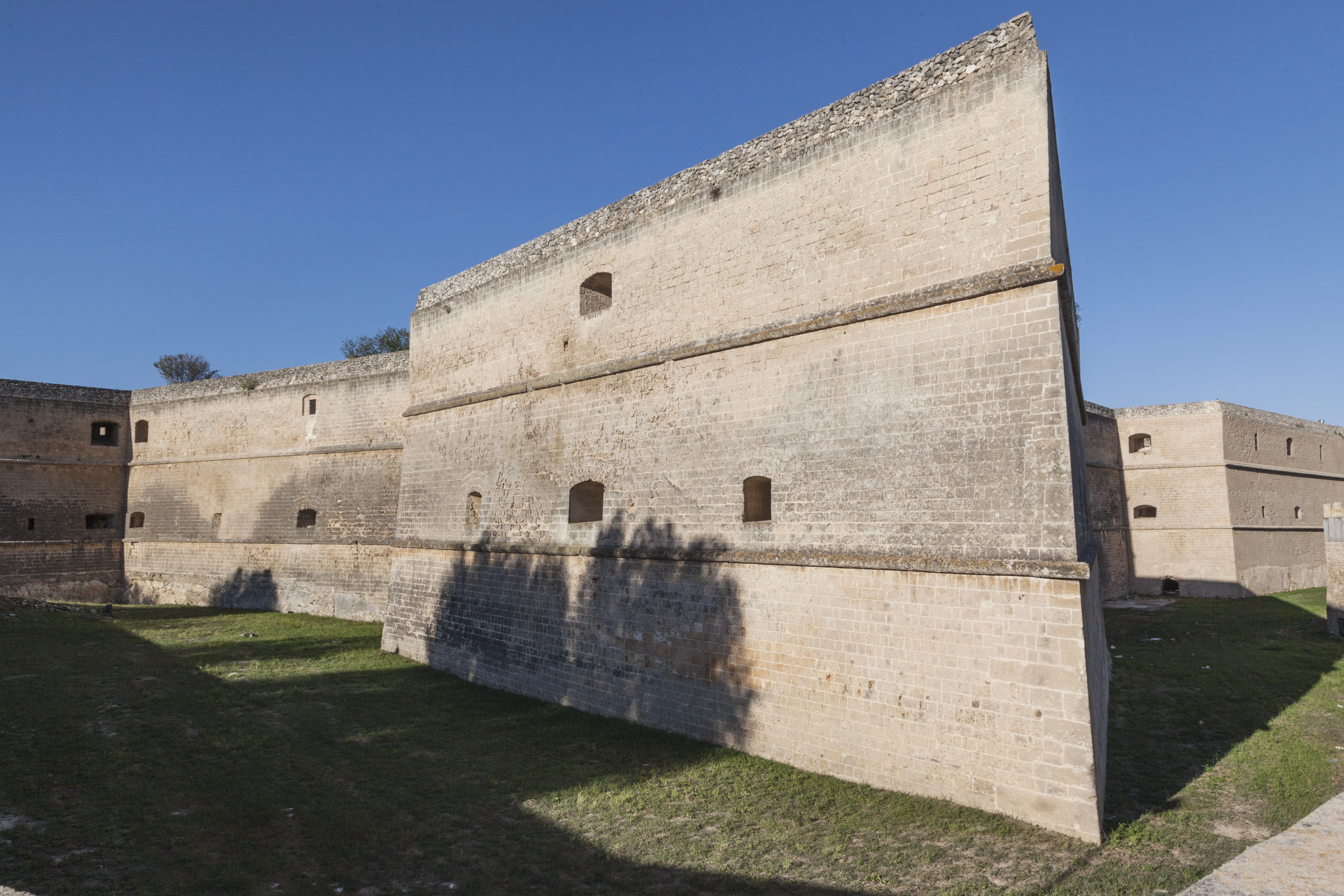
Bastión en ángulo.